# Совет сотрудничества арабских государств Персидского залива
Сове́т сотру́дничества ара́бских госуда́рств Перси́дского зали́ва (ССАГПЗ, англ. Cooperation Council for the Arab States of the Gulf, араб. مجلس التعاون لدول الخليج العربية‎; также известна как англ. Gulf Cooperation Council или GCC) — региональная закрытая международная организация, основанная государствами Персидского залива.
Организация создана 25 мая 1981 года, её политика определена в Хартии, ратифицированной в 1982 году. 
Основная цель организации — координация, сотрудничество и интеграция во всех экономических, социальных и культурных делах. Относительное регулирование было осуществлено в экономических и финансовых вопросах; коммерции, таможне и коммуникациях; образовании и культуре; социальных проблемах и проблемах здравоохранения; СМИ и туризме; в законодательных и административных вопросах. Соглашение также должно стимулировать научный и технологический прогресс в промышленности, сельском хозяйстве и сохранении водных ресурсов. По условиям Объединённого экономического соглашения, тарифные барьеры между шестью государствами были упразднены, и народы Залива свободны в открытии производства и осуществлении контрактов в любом государстве на равных правах. Кроме того, в планах имеется создание объединённых сил обороны для быстрого развертывания.
Органы Совета сотрудничества государств Персидского залива включают в себя Верховный совет глав государств, которые встречаются ежегодно, Совет министров, который заседает раз в три месяца. Генеральный секретариат находится в Эр-Рияде, Саудовская Аравия.
6 марта 2012 года шесть членов ССАГПЗ заявили, что Совет сотрудничества стран Залива будет развиваться от регионального блока в конфедерацию.

## Страны-участники
В ССАГПЗ входят:
- Бахрейн
- Катар
- Кувейт
- ОАЭ
- Оман
- Саудовская Аравия

Переговоры о вступлении в ССАГПЗ с 2005 года ведёт Йемен.
Из арабских государств Персидского залива не является членом ССАГПЗ Ирак.
Также к участию в организации приглашены Иордания и Марокко.

## Валютный союз
Во время 29-го саммита стран-членов ССАГПЗ, который проходил в Маскате, было принято решение о создании единого валютного союза. Создание единого валютного совета рассматривалось как очередной шаг на пути формирования единой финансовой системы. Впоследствии Оман и ОАЭ отказались участвовать в валютном союзе. Остальные четыре страны-члена ССАГПЗ (Саудовская Аравия, Кувейт, Катар и Бахрейн) собираются ввести единую валюту под названием халиджи («заливный») в 2015 году, хотя срок уже неоднократно переносился. Штаб-квартира единого центрального банка будет находиться в саудовской столице Эр-Рияде.

## Военный союз
«Щит полуострова» (англ. Peninsula Shield Force; араб. دِرْعُ الجَزيرَة‎) — военная составляющая ССАГПЗ. Он предназначен для предотвращения и реагирования на военную агрессию против любой из стран-членов ССАГПЗ.

## Объединение энергосистем
В 2009—2011 годах в единую энергосистему были объединены энергосистемы всех 6 стран.

## Внутренние противоречия

Диаграмма Эйлера для Лиги арабских государств, страны которой участвуют и в Совете сотрудничества Персидского залива

В 2014 году в организации разгорелся конфликт между Саудовской Аравией (поддержанной Бахрейном и ОАЭ) и Катаром. В марте 2014 года Саудовская Аравия отозвала из Дохи своего посла, её примеру последовали Бахрейн и ОАЭ. Было опубликовано совместное заявление трех стран, в котором Катар обвинялся в том, что он в нарушении Соглашения о взаимодействии в сфере безопасности (подписано в декабре 2013 года в Эр-Рияде) взаимодействует с «организациями, представляющими угрозу безопасности и стабильности государств-членов Совета». Под «организациями» имелись в виду, в частности, «Братья-мусульмане». 
Конфликт был разрешён только в ноябре того же года, когда пять стран Совета (Саудовская Аравия, Катар, ОАЭ, Бахрейн и Кувейт) в Эр-Рияде заключили соглашение.
Катарский дипломатический кризис: с июня 2017 и по начало 2021 года ряд арабских стран — Бахрейн, Саудовская Аравия, ОАЭ, Йемен (а также Иордания, Египет, Ливия, Мальдивы, Джибути, Мавритания и Коморские острова) — объявили о разрыве дипломатических отношений с Катаром, объяснив это поддержкой эмиратом терроризма и экстремистской идеологии, его враждебной политикой и вмешательством в дела арабских государств.

## Сотрудничество с НАТО
У стран Совета давнее сотрудничество с основной страной НАТО, США — американцы поставляют государствам-членам Совета вооружение, обучают армейские кадры, содержат свои базы на их территории. В 2014 году это сотрудничество было оформлено — 11 декабря Совет заключил соглашение с НАТО о совместных действиях по обеспечению безопасности доставки энергоресурсов на мировые рынки.